# テフェリ・バンテ
テフェリ・バンテ（アムハラ語: ተፈሪ በንቲ, ラテン文字転写: Tafari Benti, 1921年10月11日 - 1977年2月3日）は、エチオピアの政治家、軍人。臨時軍事行政評議会 (PMAC) 議長。軍隊の階級は陸軍少将。

## 人物
1974年、エチオピアの皇帝・ハイレ・セラシエ1世をクーデターで廃位したあと、9月13日、国家元首に就任した。実権を握っていたPMAC議長アマン・アンドム中将が殺害された後11月28日にPMAC議長に就任したが、実権は軍部調整委員会を掌握していたメンギスツ・ハイレ・マリアムが握っていた。1977年2月3日にアスラト・デスタ陸軍中佐、ヒルイ・ハイレ・セラシエ陸軍中佐等と共に粛清（処刑）された。